# 山本由伸
山本 由伸（やまもと よしのぶ、1998年8月17日 - ）は、岡山県備前市出身のプロ野球選手（投手）。右投右打。MLBのロサンゼルス・ドジャース所属。愛称は「ヨッシー」、「ヨシ」。

## 概要
投手としてオリックス・バファローズでは3度のリーグ優勝、1度の日本シリーズ優勝に貢献。ロサンゼルス・ドジャースでは入団一年目にして地区優勝、リーグチャンピオンシップシリーズリーグ優勝、ワールドシリーズ優勝に貢献している。個人では、NPBで歴代投手2位となる合計26個のタイトル（14個）・主要表彰（12個）を獲得している。
2021年にNPB史上8人目かつ令和では初の投手四冠を達成、翌2022年にはNPB史上初となる2年連続の投手四冠を達成した。
2021年から2023年にかけてNPB史上初となる3年連続の投手四冠を達成、歴代最多タイとなる3回受賞および歴代最長タイとなる3年連続で沢村栄治賞・最優秀選手（MVP）を受賞した。
2023年には沢村栄治、亀田忠以来史上3人目（2リーグ制後では初）となる2年連続ノーヒットノーランを達成（2022年6月18日対西武戦、2023年9月9日対ロッテ戦）。
日本代表では、1度のWBSCプレミア12優勝、1度のオリンピック金メダル獲得、1度のWBC優勝を経験している。
26歳までにMLBのワールドシリーズ優勝、日本プロ野球の日本シリーズ優勝、および野球の主要国際大会3つ（プレミア12、オリンピック、WBC）でもすべて優勝を経験しており、これらの「5冠」を達成した選手は野球界初である。

## 経歴

### プロ入り前
備前市立伊部小学校の1年時から伊部パワフルズで野球を始めると、備前中学校の3年時には、東岡山ボーイズで二塁手兼投手として全国大会に出場した。
野球に集中できる環境を求め、先輩の紹介で宮崎県の都城高等学校へ進学し、1年生から本格的に投手として練習を始める。1年夏の選手権宮崎大会に「9番・三塁手」として出場。1年秋から本格的に投手へ転向すると、2年春にストレートで147km/h、同年夏の宮崎県新人野球大会で151km/hを計測した。さらに、同大会決勝の鵬翔戦ではノーヒットノーランを達成。2年秋の宮崎大会では、宮崎海洋戦で5回参考ながら完全試合を記録した。しかし、3年夏の選手権宮崎大会では肘の負傷を周囲に隠したまま登板し、初戦の2回戦延岡学園では、7回3分の2を投げて3安打1失点11奪三振の好投により7-3で勝利するも、3回戦の宮崎商戦では投手戦の末0-2で敗れた。
九産大九産の梅野雄吾、福岡大大濠の浜地真澄、れいめいの太田龍と共に九州四天王との評価をされていた。
2016年10月20日に行われたドラフト会議では、オリックス・バファローズから4位指名を受け、契約金4000万円、年俸500万円（金額は推定）という条件で入団した。背番号は43。都城高校からのNPB入りは、1994年のドラフト会議での指名を経て横浜ベイスターズと契約した福盛和男以来22年ぶりだった。担当スカウトの山口和男によれば、3年春にスカウトの間で「山本は足を怪我したから社会人に行くらしい」との情報が流れ、各球団が手を引く中、「間違いない選手ですから。信じて下さい」と球団幹部を説き伏せた結果、4位で指名できたという。また、山口は5月31日の宮崎県大会の宮崎日大戦での3安打14奪三振完封勝利を飾った試合を見て、山本への評価を固めたという。当初は高校卒業後、ある社会人チームへの内定が決まっていたが、プロ志望届の提出期限直前に方針転換して、社会人チーム入りを断ったという。また中日ドラゴンズの元スカウトである中田宗男によれば、中日の九州地区担当スカウトを務めていた三瀬幸司が山本を高く評価しており、4位指名を狙っていたが、4位の指名順が直前（12球団トップ）だったオリックスに先に指名されたため、山本を指名することはできなかったという。

### オリックス時代

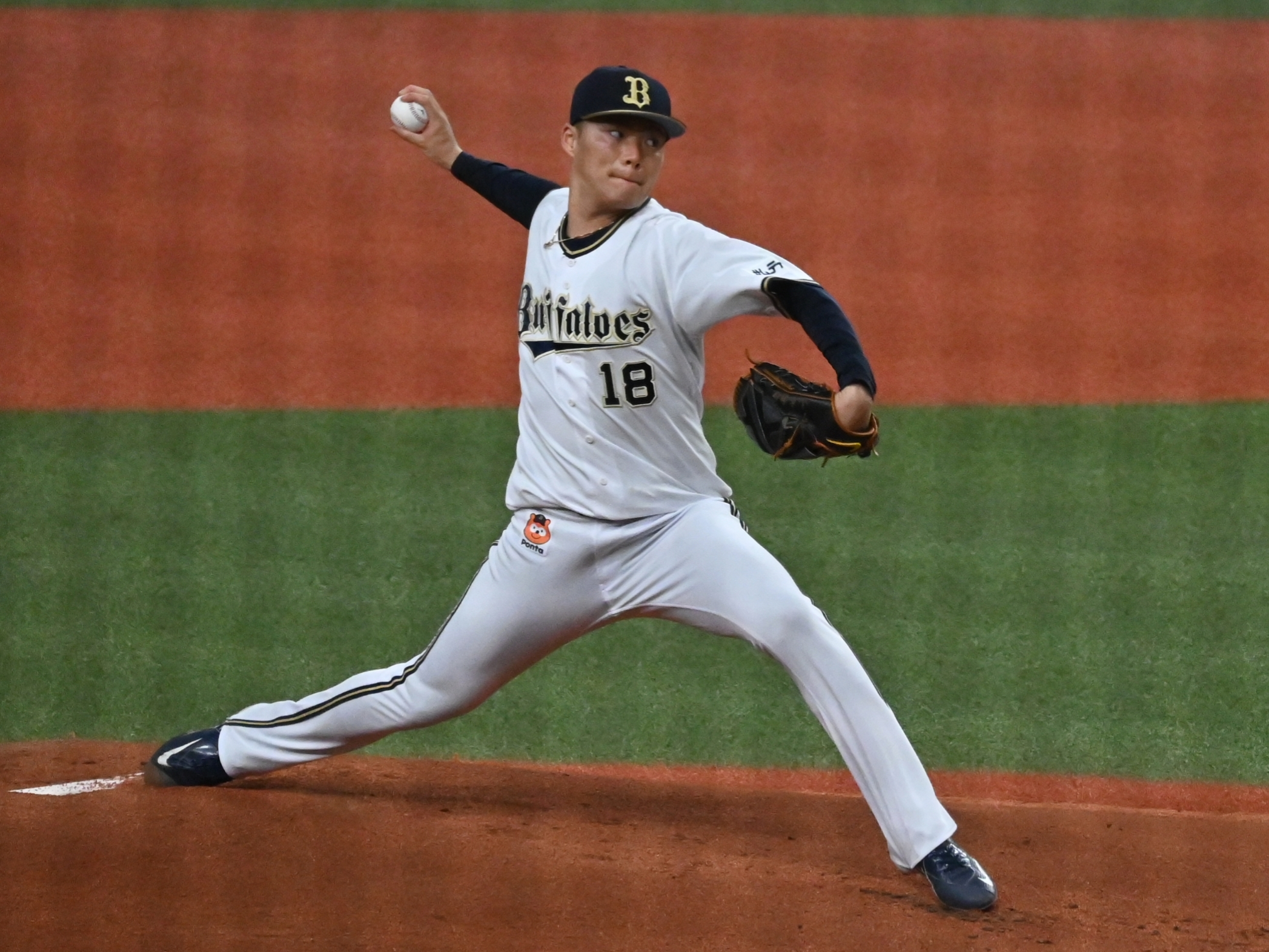
オリックス・バファローズ時代
（2022年5月14日、京セラドーム大阪にて）

2017年は5月9日に二軍（ウエスタン・リーグ）の広島東洋カープ戦で公式戦デビュー。二軍で8試合・33回2/3を2四球・防御率0.27と安定した成績を残し、8月20日の千葉ロッテマリーンズ戦で一軍（パシフィック・リーグ）初登板初先発を果たし、5回7安打1四球6奪三振1失点と好投したものの、勝敗は付かなかった。当初から登板翌日に出場選手登録を抹消される予定であったものの、福良淳一監督は山本の先発機会を確約。8月21日の登録抹消を経て、同31日のロッテ戦に先発すると、5回4安打1四球2奪三振2失点という内容でプロ初勝利を挙げた。翌9月1日に出場選手登録を抹消されて以降もいわゆる「投げ抹消」という形で3試合に先発登板。9月26日の北海道日本ハムファイターズ戦では大谷翔平と初対戦し、大谷から「今年（2017年）、対戦した投手で一番」と称賛された。ルーキーイヤーは一軍で5試合に先発登板し、1勝1敗・防御率5.32という成績であった。オフに300万円増となる推定年俸800万円で契約を更改した。
2018年は自主トレ期間で投球フォームの変更に取り組み、春季キャンプを一軍でスタート。開幕時の先発ローテーション6番手をアルバースと争っていたが、アルバースが開幕ローテーション入りし、山本は開幕を二軍で迎えた。先発として調整を続けていたが、一軍ではリリーフ陣が不安定なチーム事情があり、4月21日の二軍戦ではリリーフとして登板し、4月23日に出場選手登録。翌24日の北海道日本ハムファイターズ戦でプロ初のリリーフ登板を果たし、4月28日の福岡ソフトバンクホークス戦では2点リードの8回表を任され、1イニングを無失点に抑えてプロ初ホールドを記録した。さらに守護神増井浩俊が3連投中で迎えた、5月1日の埼玉西武ライオンズ戦では代役でクローザーを務めると、2奪三振を含む3者凡退に抑えてプロ初セーブを挙げた。その後は8回のセットアッパーを務め、6月3日の登板からはパ・リーグ歴代3位となる15試合連続ホールドポイント」を記録。7月1日終了時点で31試合に登板して3勝0敗1セーブ・防御率0.87、リーグトップの21ホールドを記録すると、翌2日に監督推薦でオールスターに初選出され、オリックスの本拠地・京セラドーム大阪で開催された球宴第1戦に2番手として登板した。後半戦に入ると、上半身の疲労で7月27日に出場選手登録を抹消され、8月7日に一軍復帰。同10日のロッテ戦でもホールドを記録し、NPB史上初となる10代でのシーズン30ホールドポイントを達成した。9月28日に左内腹斜筋損傷により出場選手登録を抹消されてシーズンを終えたものの、この年は54試合全てにリリーフ登板。4勝2敗32ホールド1セーブ・防御率2.89と好成績を収め、NPB AWARDS 2018の新人王投票ではリーグ2位の70票を集めた。オフに3200万円増（400%増）となる推定年俸4000万円で契約を更改したと共に、先発再転向を直訴した。
2019年は本人の希望に加えて、前年オフに金子千尋・西勇輝が移籍したチーム事情もあり、先発へ再転向。3月上旬に日本代表の強化試合（詳細後述）に出場するために、一時チームを離れたものの、自身初の開幕ローテーション入りを果たし、開幕5試合目のソフトバンク戦でシーズン初登板初先発。一軍公式戦では自身541日ぶりの先発登板を果たすと、8回一死までノーヒットピッチングを続け、打線の援護がなく勝敗は付かなかったものの、9回無失点と好投した。続く4月11日のロッテ戦でも8回1失点と好投し、シーズン初勝利を挙げた。開幕から10先発（71回2/3）で援護点が合計11点と打線の援護に恵まれず、6月17日終了時点でリーグトップの防御率1.63を記録しながらも、3勝3敗と勝ち星が伸び悩んだものの、6月28日の西武戦では9回5安打2四球11奪三振無失点、124球の力投でプロ初完投初完封勝利を挙げた。監督推薦で2年連続となるオールスターに選出され、球宴第1戦に7回から5番手として登板し、3回2失点で初セーブを挙げ敢闘選手賞を受賞した。8月9日の練習中に左脇腹に違和感を覚え、翌10日の先発登板を回避し、左外腹斜筋損傷と診断され、出場選手登録抹消となった。最優秀防御率のタイトル獲得に向け、規定投球回到達が懸念されていたが、9月8日の日本ハム戦で一軍復帰を果たし、レギュラーシーズン最終戦となった同29日のソフトバンク戦で規定投球回に到達。この年は援護率2.36と打線の援護に恵まれず、20試合の先発登板で8勝6敗であったが、防御率1.95で自身初タイトルとなる最優秀防御率を獲得した。オフの11月5日からは第2回プレミア12（詳細後述）に出場。同大会期間中の11月13日には、背番号を18へ変更することが球団から発表された。同30日には契約更改交渉を行い、5000万円増となる推定年俸9000万円でサインした。
2020年はCOVID-19の影響で120試合制・開幕延期となった。開幕3試合目の東北楽天ゴールデンイーグルス戦でシーズン初登板初先発となり、8回無失点の好投でシーズン初勝利。7月5日の西武戦では6回裏にNPBタイ記録となる1イニング3死球を与えたものの、7回2失点に抑えて勝利投手となった。続く同12日の日本ハム戦で9回4安打13奪三振1失点、自身初となる無四死球での完投勝利を挙げた。7月26日の楽天戦（3回裏）から8月25日のソフトバンク戦（3回裏）にかけては25イニング連続奪三振を記録し、日本人投手の最長記録（22イニング連続）を更新。9月は月間5先発で4勝1敗・防御率0.73と好成績を残し、自身初の月間MVPを受賞した。10月21日に上半身のコンディション不良で出場選手登録を抹消されてシーズンを終えたものの、この年は18試合の先発登板で8勝4敗・防御率2.20を記録。また、ソフトバンクの千賀滉大と並ぶ149奪三振で最多奪三振のタイトルを獲得した。オフに6000万円増となる推定年俸1億5000万円で契約を更改した。
2021年は自身初の開幕投手に指名され、西武との開幕戦でシーズン初登板初先発。味方の失策が絡み、7回4失点（自責点1）で敗戦投手となったものの、続く4月1日のソフトバンク戦では9回2安打1四球13奪三振無失点、二塁を踏ませないピッチングで2年ぶりの完封勝利を挙げた。6月11日の広島戦で自己最多の15奪三振を記録するなど、交流戦では3先発で3勝・防御率1.23、12球団トップの33奪三振と好成績を残し、チームを11年ぶりの交流戦優勝に導いてMVPを獲得。6月終了時点で14試合に先発して7勝5敗、リーグトップの防御率1.90を記録すると、7月1日に選手間投票で3回連続3度目となるオールスターに選出され、球宴第1戦の先発を務め2回1奪三振無失点のパーフェクトに抑え、2年ぶりとなる敢闘選手賞を受賞した。東京オリンピックへの出場（詳細後述）を経て、8月20日の西武戦で後半戦初登板初先発となり、9回1失点の完投勝利で自身初の2桁勝利を記録。過去2年は後半戦に離脱期間があったが、この年は離脱することなく先発ローテーションを守り抜き、楽天とのレギュラーシーズン最終戦では完封勝利を挙げ、自身15連勝を記録。この年は6月度から4連続で月間MVPを受賞し、26試合の先発登板で18勝5敗・防御率1.39、勝率.783、奪三振206と圧巻の成績を残し、史上12人目（球団史上初）の投手四冠を達成。また、6完投・4完封・193回2/3もリーグトップであり、投手7部門トップは2リーグ分立後初の快挙となった。絶対的エースに成長し、2年連続最下位であったチームを25年ぶりのリーグ優勝に導くと、ポストシーズン初登板となったロッテとのCSファイナルステージ第1戦では、初回の1点を守り抜き、無四球完封勝利を挙げた。東京ヤクルトスワローズとの日本シリーズでは第1戦と第6戦に先発。計15イニングを20奪三振・2失点と好投し、チームは敗退したものの、敢闘選手賞を受賞した。11月22日に開かれた沢村賞の選考委員会にて、全会一致で沢村賞に初選出された他、最優秀バッテリー賞、ゴールデングラブ賞、ベストナインを初受賞。さらに12月15日に開催されたNPB AWARDS 2021にて、1位票283・2位票1・3位票1の合計1419点でパ・リーグMVPも初受賞となった。
2022年1月27日に契約更改交渉を行い、2億2000万円増となる推定年俸3億7000万円でサインした。プロ6年目での年俸3億円突破は球団最速記録であり、高卒6年目ではダルビッシュ有の3億3000万円を超える史上最高額となった。レギュラーシーズンでは2年連続となる開幕投手に指名され、西武との開幕戦でシーズン初登板初先発となり、8回無失点の好投で勝利投手。チームの開幕戦連敗を10で止め、12年ぶりの開幕戦勝利をもたらした。4月9日のロッテ戦でも7回2失点と好投し、開幕3連勝。前年からは自身18連勝となり、球団最長記録（17連勝）を更新した。続く同19日のソフトバンク戦でも8回2失点（自責点1）と好投したが、打線の援護が無く、335日ぶりに敗戦投手となった。5月3日のソフトバンク戦で自己ワーストの7失点（自責点6）を喫し、5回1/3で降板して敗戦投手となると、疲労を考慮されて翌4日に出場選手登録を抹消された。最短10日で復帰した5月14日のロッテ戦では8回無失点と好投し、勝利投手となると、6月18日の西武戦では9回1四球9奪三振という内容で、史上86人目（97度目）となるノーヒットノーランを達成した。6月は月間4先発で3勝0敗・防御率0.56を記録し、自身6度目の月間MVPを受賞。7月12日終了時点で15試合に先発し、9勝4敗・防御率1.72を記録すると、翌13日に監督推薦で4回連続4度目となるオールスターに選出され、球宴第2戦に3番手として登板した。9月は優勝を争うソフトバンクを相手に2戦2勝を挙げるなど、月間5先発で4勝0敗・防御率1.38を記録し、この年2度目（通算7度目）の月間MVPを受賞。後半戦は無敗とエースの役割を全うし、最大11.5ゲーム差からの逆転優勝（リーグ連覇）に大きく貢献した。この年は26試合に先発登板して15勝5敗・防御率1.68、勝率.750、奪三振205という成績でプロ野球史上初となる2年連続での投手四冠を達成した。ポストシーズンでは、ソフトバンクとのCSファイナルステージ第1戦に先発し、8回無失点の好投で勝利投手。ヤクルトとの日本シリーズ第1戦にも先発したが、5回途中4失点で敗戦投手。この試合で左わき腹を痛め、当初予定されていた第6戦の先発を回避するも、チームは26年ぶりの日本一を達成した。10月24日に2年連続となる沢村賞に選出され、2年連続受賞は2017・18年の菅野智之以来6人目、パ・リーグ所属選手では史上初の快挙となった。その他に最優秀バッテリー賞、ゴールデングラブ賞、ベストナインも2年連続で受賞。さらには11月25日に開催されたNPB AWARDS 2022にて、1位票255・2位票7・3位票3の合計1299点で2年連続となるパ・リーグMVPを受賞した。12月27日の契約更改交渉では2億8000万円増となる推定年俸6億5000万円でサイン。2018年の金子千尋の6億円を上回り、球団史上最高年俸となった。
2023年はWBCへの出場（詳細後述）を経て、開幕1週間前にチームへ合流。開幕6試合目のソフトバンク戦でシーズン初登板初先発となり、WBCの影響を考慮されて6回85球で降板となったが、2安打2四球6奪三振無失点の好投でシーズン初勝利を挙げた。その後は5月に発熱で10日間の離脱があったものの、交流戦では3試合24回でわずか1失点の内容で3戦全勝し、6月13日の阪神戦では8回2安打無失点11奪三振の好投で、自身の甲子園初勝利を飾った。7月8日の西武戦では9回5安打1四球13奪三振1失点と快投し、シーズン初の完投勝利。この試合を終えて12先発で8勝3敗・防御率1.79を記録すると、同14日にプラスワン投票により5回連続5度目となるオールスターに選出され、球宴第1戦に2番手として登板した。9月9日のロッテ戦では戦後史上初の2年連続かつ、プロ野球通算100度目のノーヒットノーランを達成した。許した走者は四死球の2人だけだった。9月24日の西武戦では、7回3安打10奪三振無失点の好投で、ダルビッシュ（2007年 - 2009年）以来14年ぶり、球団では山田久志（1976年 - 1979年）以来44年ぶりとなる3年連続15勝目を挙げた。9月・10月は4勝1敗、防御率0.49の活躍で4年連続通算8度目となる月間MVPを受賞した。最終的に防御率はキャリアハイとなる1.21を記録。これは、パ・リーグ歴代2位の好記録となった。更に防御率に加え、16勝6敗、勝率.727、奪三振169という成績で自身が持つプロ野球記録を塗り替える3年連続での投手四冠を達成し、チームのリーグ3連覇の立役者となった。ポストシーズンでは、ロッテとのCSファイナルステージ第1戦に先発し、初回に3失点を喫するなど7回10安打5失点と苦しんだが、打線の大量援護もあり勝利投手となった。阪神との日本シリーズ第1戦では、自己ワーストタイとなる7失点を喫し6回途中で降板し敗戦投手となる。2勝3敗で日本一に王手をかけられた第6戦では、序盤こそ先制点を許すなどやや不安定な投球だったが、尻上がりに調子を上げ、9回138球1失点完投で日本シリーズ5試合目の登板で初勝利を挙げた。また、この試合で記録した14奪三振は1試合の日本シリーズ最多奪三振新記録となった。この勝利で対戦成績を3勝3敗の五分に戻し優秀選手賞を受賞するも、チームは第7戦に敗れ2年連続の日本一を逃した。10月30日に3年連続となる沢村賞を受賞、3度の選出は史上最多タイ、3年連続受賞は金田正一以来65年ぶり史上2人目となった。さらに最優秀バッテリー賞、ゴールデングラブ賞、ベストナインも3年連続で受賞。11月28日に開催されたNPB AWARDS 2023にて、1位票259・2位票5・3位票1の合計1311点で山田久志（1976年 - 1978年）、イチロー（1994年 - 1996年）に続く史上3人目となる3年連続でパ・リーグMVPを受賞した。シーズン終了後の11月5日にポスティングシステムを利用してのMLB挑戦が承認された。11月21日にMLBへの申請受理が完了しMLB球団との交渉が解禁された。

### ドジャース時代
2023年12月22日にロサンゼルス・ドジャースと12年総額3億2500万ドル（約465億円）の契約を結んだ。これはゲリット・コールがヤンキースと結んだ9年総額3億2400万ドルを抜き、MLBの投手では史上最高額となり、6年目と8年目の終了時に契約を破棄できるオプトアウト条項が含まれている。オリックスへの譲渡金は5062万5000ドル（約72億円）。背番号はオリックス時代と同じ18で、ドジャースの日本人選手では黒田博樹と前田健太以来3人目。同年28日に入団会見を行い、ドジャース入団を決断した理由として「勝ち続けたいという気持ちが強く、そこに一番近いのがドジャースだと感じた」と語った。
2024年3月11日にMLB史上初となる韓国のソウル、高尺スカイドームでのサンディエゴ・パドレスとの開幕カードの第2戦に先発登板することが発表された。3月20日に開幕ロースター入りした。3月21日の試合でメジャーデビューを果たしたが、初回に43球を投げて、5失点し降板した。ドジャースの選手がデビュー戦で1試合5失点をしたのは1958年のラルフ・マウリエロ以来だった。防御率は45.00で井川慶や藤浪晋太郎を上回り、先発日本人投手メジャーデビューのワーストを記録した。4月6日のシカゴ・カブス戦に先発登板し、5回3安打無失点でメジャー初勝利を記録した。その後、シーズン途中で上腕三頭筋の怪我での離脱(60日IL)もありながらも7勝、防御率3.00、105奪三振と持ち直した。初登板となったポストシーズンではサンディエゴ・パドレスとの地区シリーズ初戦こそ3回5失点でノックアウトされたものの、ダルビッシュ有と投げ合った第5戦で5回無失点の快投を見せポストシーズン初白星をマークした。ニューヨーク・メッツとのリーグ優勝決定シリーズ第4戦では5回途中2失点と力投しチームのリーグ優勝に貢献。ニューヨーク・ヤンキースとのワールドシリーズ第2戦では7回途中1失点の快投を披露し、日本人投手では2007年のボストン・レッドソックスの松坂大輔以来2人目となるワールドシリーズでの白星を手にしチームのワールドシリーズ優勝に貢献した。26歳でのワールドシリーズ優勝は日本人最年少記録。
2025年は3月13日に日本で6年ぶりに開催するシカゴ・カブスとの東京ドームでの開幕戦「MLB東京シリーズ」の訪日選手31人に選ばれ、同日中にドジャースの一員として帰国。MLBで自身初の開幕投手を務め、同じく開幕投手のシカゴ・カブスの今永昇太との対決が実現した。山本は5回1失点で勝利投手になった。 3・4月は6試合に先発し、メジャー1位の防御率1.06をマーク。3・4月のピッチャー・オブ・ザ・マンスを初受賞した。球団投手では2023年4月のクレイトン・カーショウ以来2年ぶり。日本人投手では野茂英雄、伊良部秀輝、田中将大、ダルビッシュ有に次いで5人目。8月2日のタンパベイ・レイズ戦では、6回途中まで無失点の好投を見せ、試合は3-0で勝利。自身初のMLB二桁勝利を達成した。

## 代表経歴

### メキシコ代表との強化試合
2019年にメキシコ代表との強化試合の日本代表のトップチームに初めて招集された。3月10日に救援投手として実戦デビューを果たした。

### 第2回プレミア12
2019年シーズン終了後の11月に開催された第2回WBSCプレミア12で、日本代表へ本格デビュー。当初楽天の救援陣から選出されていた松井裕樹・森原康平が故障で出場を辞退したことから、同年の公式戦で一度も経験していないセットアッパーとして起用され、日本の大会初優勝に貢献した。

### 東京オリンピック
2021年6月16日に東京オリンピックの野球日本代表に選出された。同大会では予選第1戦のドミニカ共和国戦に先発し6回2安打9奪三振無失点と好投すると、準決勝の韓国戦でも先発し5回1/3を5安打2失点で降板した。チームの金メダル獲得に貢献。WBSC（世界野球ソフトボール連盟）が発表したベストナイン右投手部門に選出された。

### 第5回WBC
2023年1月6日に第5回ワールド・ベースボール・クラシックに日本代表に選出された。1次ラウンド第4戦オーストラリア戦に先発し、4回1安打無失点8奪三振の好投で1次ラウンド1位突破に貢献。準決勝の試合開始前の時点で決勝での先発登板も予想されていたが、準決勝のメキシコ戦での試合展開もあって3点ビハインドの5回から登板し、3回1/3を2失点4奪三振で降板した。

## 選手としての特徴
| 球種         | 配分 % | 平均球速 mph |
| ------------ | ------ | ------------ |
| フォーシーム | 40.6   | 95.5         |
| スプリット   | 24.2   | 90.2         |
| カーブ       | 23.1   | 78.0         |
| カットボール | 6.1    | 91.5         |
| スライダー   | 3.2    | 86.4         |
| シンカー     | 2.7    | 94.8         |

平均95.5mph（約153.6km/h、2024年シーズン）・最速159km/hを計測するフォーシームと、スプリット、カーブ、シンカー、シュート、カットボール、スライダーなど多彩な変化球を投げ分け、中でもスプリットが高く評価されている。
投球フォームはスリークォーター。投球動作の際に上半身を突っ込ませながらリリースで左足を突っ張る投球フォームの持ち主で、投球時の下半身の使い方や、フィールディングに対する評価も高い。プロ野球の右投手では珍しい上記のフォームを身に付けたきっかけは、オリックス1年目（2017年）のオフシーズンに参加した筒香嘉智などとの合同自主トレーニングで、身体の強さ、柔軟性、連動性などを同時に高められるトレーニング方法を教わったことにある。これを機に、ブリッジの姿勢から手足を上げたり身体を回転させたりするなどの動きを伴う「強化体操」を、毎日3時間にわたって実践。筒香と共に師事するトレーナーからの勧めで、プラスチック製の槍（重さ400g）を使ったジャベリックスローや、ハンマーに似た道具（重さ約4kg）を使った円運動もトレーニングに取り入れている。山本のフォームの特徴はやり投げからヒントを得たアーム投げであり、このフォームは自分の型を確立しており、悪ければそれ以前のフォームに戻せる山本ならではのフォームである。有望な若手が合同自主トレの際に安易に真似して却ってフォームを崩す例もあった。
オリックスでの1年目には、先発登板時に相手打者に粘られることが多かった。投球数を減らす目的で、シーズン終了後にカットボールを強化したところ、最高速度が150km/hを上回るようになった。先発に復帰した2019年の春季キャンプでは、投球の幅を広げるために、カットボールと逆の方向に変化するシュートの投げ方を習得。習得に際しては、ランディ・ジョンソンが現役時代に投げていたツーシームの握り方を参考にしたという。スプリットも高速で、最速150km/h超の球速を記録する。
当時の野球日本代表監督である稲葉篤紀からは、オリックスでの2年目（2018年）から「強い球を投げる」と評価され、翌2019年から代表へ選ばれている。オリックスOBでヤンキースに在籍経験のある井川慶からも、4年目（2020年）のレギュラーシーズン開幕直後に、「150km/h台のストレートと、ストレートと同じ腕の振りでフォークを投げられる投手はMLBにも少ない。（左投手である）自分より数倍上の能力を持っているので、そのストレートが投げられる内にMLBに挑戦してほしい」という表現でエールを送っている。

## 人物
名前の「由伸」については、実母の名前から「由」、実父の名前から「伸」の字を取る格好で、祖母が命名したという。だが一部では「誕生年（1998年）に読売ジャイアンツ（巨人）へ入団し活躍していた高橋由伸にちなんで、巨人ファンの実父が名付けた」という内容で報じられた。
特技はどこでもよく眠れること。バス移動でも座った時に少しだけ眠るということが多い。周りがうるさくても平気で眠れる。よく眠って疲れを溜めない性質なのかもしれないということを話している。
2歳年上の頓宮裕真とは「実家が隣同士」という間柄で、幼少期から仲が良く、伊部パワフルズとオリックスでチームメイトになっている。頓宮は内野手登録で2019年にオリックスへ入団したが、入団後に本来のポジションである捕手へ戻ったことから、2020年3月10日のオープン戦（京セラドーム大阪での中日ドラゴンズ戦）ではプロ入り後初めて実戦でバッテリーを組んだ。2023年5月13日のソフトバンク戦では、初のお立ち台共演が実現した。
都城高校硬式野球部のチームメイトに戸郷翔征の実兄がいた縁で、自身より2歳年下の戸郷とも中学生時代から面識がある。戸郷には、聖心ウルスラ学園高等学校への入学前に「（将来は自分のいるNPBで）一緒に野球しようぜ」と声を掛けたほか、在学中にサインの求めへ応じたこともあるという。戸郷は卒業後に巨人へ入団すると、山本と同じく1年目から一軍公式戦で先発勝利を挙げたほか、2年目に成績を大きく伸ばしている。
ウエイトトレーニングは一切行わない主義。2020年のオフシーズンに昔の女性が米俵を担ぐ写真を見て「担げるの?って思うじゃないですか。コツを知っているから持って運べる。人間にはそれだけの力があるはずなんです」「筋肉じゃない。自分の体の重心の位置を明確にすることが大事。力で持ち上げているわけではなく、うまく乗せている。投げるのも一緒だと思う」と思ったことからその考えが強くなった。一方で、高校1年生の冬から減量になるような過度の走り込みを止め、増量に繋がるよう練習メニューを見直したことが球速アップの成功体験に繋がったとしている。
専属の管理栄養士を雇って食事を管理しており、体が冷えるのを避けるために店などで出る氷入りの水は飲まない。大好物は「毎日、食べたいぐらい」という焼肉だが、管理栄養士の指導で自重している。嫌いな食べ物はピーマン。
東京オリンピックでの金メダルを獲得した栄誉をたたえ、2021年12月18日に岡山県備前市のJR伊部駅北口に記念のゴールドポスト（第34号）が設置された（ゴールドポストプロジェクト）。

### 社会貢献活動
- 2020年5月13日、高機能マスク約200万円分を大阪府の医療機関に寄贈することがオリックス・バファローズから発表された[260]。
- 2024年8月20日、ロサンゼルス・ドジャースによる社会貢献活動の一環でロサンゼルス近郊の小学校を訪問し、日本語を学ぶ児童に絵本の読み聞かせを行って交流[261]。

## 詳細情報

### 年度別投手成績
| 年 度    | 球 団      | 登 板 | 先 発 | 完 投 | 完 封 | 無 四 球 | 勝 利 | 敗 戦 | セ 丨 ブ | ホ 丨 ル ド | 勝 率 | 打 者 | 投 球 回 | 被 安 打 | 被 本 塁 打 | 与 四 球 | 敬 遠 | 与 死 球 | 奪 三 振 | 暴 投 | ボ 丨 ク | 失 点 | 自 責 点 | 防 御 率 | W H I P |
| -------- | ---------- | ----- | ----- | ----- | ----- | -------- | ----- | ----- | -------- | ----------- | ----- | ----- | -------- | -------- | ----------- | -------- | ----- | -------- | -------- | ----- | -------- | ----- | -------- | -------- | ------- |
| 2017     | オリックス | 5     | 5     | 0     | 0     | 0        | 1     | 1     | 0        | 0           | .500  | 109   | 23.2     | 32       | 3           | 7        | 0     | 1        | 20       | 0     | 0        | 14    | 14       | 5.32     | 1.65    |
| 2018     | オリックス | 54    | 0     | 0     | 0     | 0        | 4     | 2     | 1        | 32          | .667  | 213   | 53.0     | 40       | 4           | 16       | 1     | 2        | 46       | 2     | 0        | 19    | 17       | 2.89     | 1.06    |
| 2019     | オリックス | 20    | 20    | 1     | 1     | 0        | 8     | 6     | 0        | 0           | .571  | 553   | 143.0    | 101      | 8           | 36       | 0     | 3        | 127      | 3     | 1        | 37    | 31       | 1.95     | 0.96    |
| 2020     | オリックス | 18    | 18    | 1     | 0     | 1        | 8     | 4     | 0        | 0           | .667  | 494   | 126.2    | 82       | 6           | 37       | 0     | 6        | 149      | 1     | 0        | 34    | 31       | 2.20     | 0.94    |
| 2021     | オリックス | 26    | 26    | 6     | 4     | 1        | 18    | 5     | 0        | 0           | .783  | 736   | 193.2    | 124      | 7           | 40       | 0     | 2        | 206      | 3     | 0        | 37    | 30       | 1.39     | 0.85    |
| 2022     | オリックス | 26    | 26    | 4     | 2     | 1        | 15    | 5     | 0        | 0           | .750  | 747   | 193.0    | 137      | 6           | 42       | 0     | 5        | 205      | 0     | 0        | 42    | 36       | 1.68     | 0.93    |
| 2023     | オリックス | 23    | 23    | 2     | 1     | 0        | 16    | 6     | 0        | 0           | .727  | 636   | 164.0    | 117      | 2           | 28       | 0     | 6        | 169      | 0     | 0        | 27    | 22       | 1.21     | 0.88    |
| 2024     | LAD        | 18    | 18    | 0     | 0     | 0        | 7     | 2     | 0        | 0           | .778  | 368   | 90.0     | 78       | 7           | 22       | 0     | 1        | 105      | 2     | 0        | 32    | 30       | 3.00     | 1.11    |
| NPB：7年 | NPB：7年   | 172   | 118   | 14    | 8     | 3        | 70    | 29    | 1        | 32          | .707  | 3488  | 897.0    | 633      | 36          | 206      | 1     | 25       | 922      | 10    | 1        | 210   | 181      | 1.82     | 0.94    |
| MLB：1年 | MLB：1年   | 18    | 18    | 0     | 0     | 0        | 7     | 2     | 0        | 0           | .778  | 368   | 90.0     | 78       | 7           | 22       | 0     | 1        | 105      | 2     | 0        | 32    | 30       | 3.00     | 1.11    |

- 2024年度シーズン終了時
- 各年度の太字はリーグ最高

### 年度別投手（先発）成績所属リーグ内順位
| 年 度 | 年 齢 | 機 構 | リ ｜ グ   | 投手 タイトル数 (※注1) | 完 投 | 完 封 | 勝 利 | 勝 率 | 投 球 回 | 奪 三 振 | 防 御 率 |
| ----- | ----- | ----- | ---------- | ---------------------- | ----- | ----- | ----- | ----- | -------- | -------- | -------- |
| 2017  | 19    | NPB   | パ・リーグ | 0                      | -     | -     | -     | -     | -        | -        | -        |
| 2018  | 20    | NPB   | パ・リーグ | 0                      | -     | -     | -     | -     | -        | -        | -        |
| 2019  | 21    | NPB   | パ・リーグ | 1                      | 2位   | 2位   | -     | -     | 5位      | 4位      | 1位      |
| 2020  | 22    | NPB   | パ・リーグ | 1                      | 4位   | -     | 7位   | 3位   | 4位      | 1位      | 2位      |
| 2021  | 23    | NPB   | パ・リーグ | 4                      | 1位   | 1位   | 1位   | 1位   | 1位      | 1位      | 1位      |
| 2022  | 24    | NPB   | パ・リーグ | 4                      | 1位   | 1位   | 1位   | 1位   | 1位      | 1位      | 1位      |
| 2023  | 25    | NPB   | パ・リーグ | 4                      | 5位   | 4位   | 1位   | 1位   | 2位      | 1位      | 1位      |
| 2024  | 26    | MLB   | ナ・リーグ | 0                      | -     | -     | -     | -     | -        | -        | -        |

- - は10位未満（防御率における規定投球回未達も - と表記）
- 太字は規定投球回到達年度、年度背景色金色は最優秀選手賞（MVP）受賞年度、年齢背景色金色は沢村栄治賞受賞年齢、太字年齢は投手三冠王（最多勝利、最優秀防御率、最多奪三振）達成年齢
- タイトル数の背景色金色はタイトル獲得、（注1）NPBで投手タイトルとして個人表彰の対象となるのは、最多勝利、最優秀防御率、最多奪三振、最高勝率の4つである。

### WBSCプレミア12での投手成績
| 年 度 | 代 表 | 登 板 | 先 発 | 勝 利 | 敗 戦 | セ ｜ ブ | 打 者 | 投 球 回 | 被 安 打 | 被 本 塁 打 | 与 四 球 | 敬 遠 | 与 死 球 | 奪 三 振 | 暴 投 | ボ ｜ ク | 失 点 | 自 責 点 | 防 御 率 |
| ----- | ----- | ----- | ----- | ----- | ----- | -------- | ----- | -------- | -------- | ----------- | -------- | ----- | -------- | -------- | ----- | -------- | ----- | -------- | -------- |
| 2019  | 日本  | 5     | 0     | 0     | 0     | 0        | 19    | 5.0      | 5        | 0           | 0        | 0     | 0        | 6        | 0     | 0        | 1     | 1        | 1.80     |

### オリンピックでの投手成績
| 年 度 | 代 表 | 登 板 | 先 発 | 勝 利 | 敗 戦 | セ ｜ ブ | 打 者 | 投 球 回 | 被 安 打 | 被 本 塁 打 | 与 四 球 | 敬 遠 | 与 死 球 | 奪 三 振 | 暴 投 | ボ ｜ ク | 失 点 | 自 責 点 | 防 御 率 |
| ----- | ----- | ----- | ----- | ----- | ----- | -------- | ----- | -------- | -------- | ----------- | -------- | ----- | -------- | -------- | ----- | -------- | ----- | -------- | -------- |
| 2021  | 日本  | 2     | 2     | 0     | 0     | 0        | 43    | 11.1     | 7        | 0           | 2        | 0     | 2        | 18       | 1     | 0        | 2     | 2        | 1.59     |

### WBCでの投手成績
| 年 度 | 代 表 | 登 板 | 先 発 | 勝 利 | 敗 戦 | セ ｜ ブ | 打 者 | 投 球 回 | 被 安 打 | 被 本 塁 打 | 与 四 球 | 敬 遠 | 与 死 球 | 奪 三 振 | 暴 投 | ボ ｜ ク | 失 点 | 自 責 点 | 防 御 率 |
| ----- | ----- | ----- | ----- | ----- | ----- | -------- | ----- | -------- | -------- | ----------- | -------- | ----- | -------- | -------- | ----- | -------- | ----- | -------- | -------- |
| 2023  | 日本  | 2     | 1     | 1     | 0     | 0        | 27    | 7.1      | 4        | 0           | 2        | 0     | 0        | 12       | 0     | 0        | 2     | 2        | 2.45     |

### 年度別守備成績
| 年 度 | 球 団      | 投手  | 投手  | 投手  | 投手  | 投手  | 投手     |
| 年 度 | 球 団      | 試 合 | 刺 殺 | 補 殺 | 失 策 | 併 殺 | 守 備 率 |
| ----- | ---------- | ----- | ----- | ----- | ----- | ----- | -------- |
| 2017  | オリックス | 5     | 0     | 1     | 0     | 0     | 1.000    |
| 2018  | オリックス | 54    | 3     | 6     | 1     | 1     | .900     |
| 2019  | オリックス | 20    | 8     | 23    | 0     | 4     | 1.000    |
| 2020  | オリックス | 18    | 4     | 20    | 0     | 1     | 1.000    |
| 2021  | オリックス | 26    | 11    | 31    | 0     | 2     | 1.000    |
| 2022  | オリックス | 26    | 13    | 32    | 1     | 2     | .978     |
| 2023  | オリックス | 23    | 10    | 30    | 0     | 4     | 1.000    |
| 2024  | LAD        | 18    | 5     | 9     | 0     | 0     | 1.000    |
| NPB   | NPB        | 172   | 49    | 143   | 2     | 14    | .990     |
| MLB   | MLB        | 18    | 5     | 9     | 0     | 0     | 1.000    |

- 2024年度シーズン終了時
- 各年度の太字はリーグ最高
- 太字年はゴールデングラブ賞受賞年

### タイトル
- 最多勝利：3回（2021年 - 2023年） ※3回は稲尾和久、野茂英雄、涌井秀章に次ぐパ・リーグ4位タイ。3年連続は野茂英雄に次ぐ歴代2位タイ
- 最優秀防御率：4回（2019年、2021年 - 2023年） ※4回は稲尾和久に次ぐ歴代2位タイ。3年連続は稲尾和久、菅野智之に並ぶ歴代最長タイ
- 最多奪三振：4回（2020年 - 2023年） ※4回は鈴木啓示、則本昂大に次ぐパ・リーグ3位タイ。4年連続は江夏豊、鈴木啓示、則本昂大に次ぐ歴代4位タイ
- 最高勝率：3回（2021年 - 2023年） ※3回は山田久志、工藤公康に次ぐ歴代3位タイ。3年連続はNPB史上最長

### 表彰
NPB
- 沢村栄治賞：3回（2021年 - 2023年） ※3度の選出は杉下茂、金田正一、村山実、斎藤雅樹と並ぶ最多タイ、3年連続受賞は金田正一に次いで史上2人目[262]。
- 最優秀選手：3回（2021年 - 2023年）※3度の選出は山田久志、菅野智之と並ぶ投手最多タイ、3年連続受賞は山田久志、イチローに次いで史上3人目
- ベストナイン：3回（投手部門：2021年 - 2023年） ※投手部門の3年連続受賞は稲尾和久・松坂大輔に並ぶ最長タイ
- ゴールデングラブ賞：3回（投手部門：2021年 - 2023年）
- 月間MVP：8回（投手部門：2020年9月、2021年6月、7・8月、9月、10・11月、2022年6月、9・10月、2023年9・10月）
- 日本シリーズ優秀選手賞：1回（2023年）
- 日本シリーズ敢闘選手賞：1回（2021年）
- クライマックスシリーズ パーソル賞：1回（2022年）
- 最優秀バッテリー賞：3回
  - 2021年 捕手：若月健矢
  - 2022年 捕手：若月健矢
  - 2023年 捕手：若月健矢
    - ※3回は西口文也、菅野智之と並び投手の最多タイ記録。同一バッテリーでは史上最多タイ・史上最長タイの3年連続受賞（他は西口文也・伊東勤のバッテリー）
- セ・パ交流戦 最優秀選手賞（MVP）：1回（2021年[263]）
- オールスターゲーム敢闘選手賞：2回（2019年第1戦、2021年第1戦）
- 月間最優秀バッテリー賞：6回
  - 2021年
    - 6月 捕手：伏見寅威
    - 8月、9月、10月 捕手：若月健矢

  - 2022年
    - 6・7月、9月 捕手：若月健矢

MLB
- ピッチャー・オブ・ザ・マンス：1回（投手部門：2025年4月）

国際大会
- オリンピックの野球競技・ベストナイン：1回（右投手：2021年）[226]

その他
- 岡山県県民栄誉賞（2021年）
- 備前市市民栄誉賞（2021年）
- 都城市市民栄誉賞 特別賞（2023年）※特別賞第1号
- 備前市スポーツ顕彰（2023年）
- スポーツランドみやざき特別表彰（2023年）
- 関西スポーツ賞 特別賞：3回（2019年[264]、2021年[265]、2023年[266]）

### 記録

#### NPB
初記録
投手記録
- 初登板・初先発登板：2017年8月20日、対千葉ロッテマリーンズ19回戦（京セラドーム大阪）、5回1失点6奪三振で勝敗つかず
- 初奪三振：同上、1回表にウィリー・モー・ペーニャから空振り三振
- 初勝利・初先発勝利：2017年8月31日、対千葉ロッテマリーンズ22回戦（ZOZOマリンスタジアム）、5回2失点2奪三振[267]
- 初ホールド：2018年4月28日、対福岡ソフトバンクホークス4回戦（京セラドーム大阪）、8回表に2番手で救援登板、1回無失点
- 初セーブ：2018年5月1日、対埼玉西武ライオンズ4回戦（京セラドーム大阪）、9回表に3番手で救援登板・完了、1回無失点
- 初完投・初完投勝利・初完封勝利：2019年6月28日、対埼玉西武ライオンズ10回戦（メットライフドーム）、9回無失点（5被安打2四球11奪三振）

打撃記録
- 初打席：2018年6月21日、対阪神タイガース3回戦（阪神甲子園球場）、9回表に伊藤和雄から空振り三振[268]

その他の記録
- 投手三冠王：3回（2021年 - 2023年）※史上21人目、3度達成、3年連続は共に史上初
- 投手四冠（三冠＋最高勝率）：3回（2021年 - 2023年）※史上12人目[126]、複数回は史上初
- 投手五冠（四冠＋最多完封）：2回（2021年、2022年）※史上8人目[269]、他の投手と5部門のいずれかで並んでの投手五冠は史上初[注 23]
- 投手七冠（五冠＋最多投球回＋最多完投）：2回（2021年、2022年）※1938年スタルヒン、1943年藤本英雄に次ぐ史上3人目、2リーグ制以降初
- ノーヒットノーラン：2回 ※複数回達成は、史上10人目[270]
  - 1回目：2022年6月18日、対埼玉西武ライオンズ11回戦（ベルーナドーム）、9回102球1四球無失点9奪三振 ※史上86人目97度目、球団史上9人目10度目、許した走者が1人のみ（準完全試合）だったのは史上18人目19度目[271]
  - 2回目：2023年9月9日、対千葉ロッテマリーンズ19回戦（ZOZOマリンスタジアム）、9回102球2四死球無失点8奪三振 ※史上100度目、2年連続達成は82年ぶり史上3人目、2リーグ制以降初[270]
- 10代 シーズン30HP：2018年 ※史上初[272]
- 5年連続シーズンWHIP0点台：2019年 - 2023年 ※パ・リーグ記録、歴代2位タイ[273]
- シーズン防御率1.21：2023年 ※1956年の稲尾和久（1.06）に次ぐ、パ・リーグ歴代2位[274]
- HR/9 0.1098：2023年 ※1956年の稲尾和久に次ぐ、2リーグ制以降歴代2位[275]
- HR/9 リーグ1位：4回（2019年、2021年 - 2023年）※2リーグ制以降最多記録[275]
- 1イニング3与死球：2020年7月5日、対埼玉西武ライオンズ6回戦（メットライフドーム）、6回裏に山川穂高、中村剛也、木村文紀に与死球 ※最多タイ記録、史上11人目[276]
- 25イニング連続奪三振：2020年7月26日 - 同年8月25日 ※日本人2位、歴代4位[277][278]
- シーズン15連勝：2021年5月28日 - 同年10月25日 ※史上9人目、球団記録[279]
- 日本シリーズ 20奪三振：2021年 ※6試合シリーズとしては歴代3位
- 日本シリーズ 1試合14奪三振：2023年第6戦 ※史上最多記録[280]
- 日本シリーズ 1試合2桁奪三振：2回（2021年第6戦、2023年第6戦）※史上4人目、最多タイ記録[280]
- クライマックスシリーズ連続無失点：17回1/3（2021年 - 2023年）最多タイ記録
- 開幕投手：2回（2021年、2022年）
- オールスターゲーム出場：5回（2018年、2019年、2021年、2022年、2023年）

#### MLB
- 初登板・初先発登板：2024年3月21日、対サンディエゴ・パドレス2回戦（高尺スカイドーム）、1回5失点[281]
- 初奪三振：同上、1回表にジュリクソン・プロファーから空振り三振[281]
- 初勝利・初先発勝利：2024年4月6日、対シカゴ・カブス2回戦（リグレー・フィールド）、5回無失点

### 背番号
- 43（2017年[29] - 2019年、2019年プレミア12）
- 18（2020年[91][205] - 、2023年WBC）
- 17（2020年東京オリンピック）

### 代表歴
- 2019 WBSCプレミア12 日本代表
- 2020年東京オリンピックの野球競技・日本代表
- 2023 ワールド・ベースボール・クラシック 日本代表

## 関連情報

### CM
- KONAMI「プロ野球スピリッツA」（2019年6月 - ）[282]
- DAZN（2021年3月 - ）[282]
- 佐藤製薬「ユンケル」シリーズ（2024年3月29日 - ） - ブランドアンバサダー[283][284]
- Bitbank「Everybody bitbank」（2024年10月29日 - ）[285]

### テレビ出演
- 情熱大陸（2022年3月27日、毎日放送）[286]
- 山本由伸「感謝の決断」（2024年1月1日、BSテレ東）[287]